# Cimitero Schosshalde
Il cimitero Schosshalde (in tedesco Schosshaldenfriedhof) si trova a Berna. Il cimitero ha una pianta pluriangolare e è diviso in settori interni.

## Storia
Il cimitero si trova vicino a Ostermundigen. È stato aperto nel 1877 per sostituire il Rosengarten di Berna, poi aumentato più volte. Contiene animali rari selvatici, numerose specie di uccelli, pipistrelli e piccoli animali. Un sentiero natura fornisce informazioni su oltre 200 alberi e arbusti.
Il Schosshaldenfriedhof contiene la tomba della famiglia di Paul Klee, con una targa di bronzo e la seguente citazione:
Nel mondo terreno non mi si può afferrare perché io abito altrettanto bene tra i morti come tra i non nati. Più vicino del consueto al cuore della creazione e ancora troppo poco vicino.
Il cimitero appare in Il giudice e il suo boia di Friedrich Dürrenmatt, come il luogo di sepoltura del personaggio fittizio assassinato tenente "Ulrich Schmied".